# Stazione di Ryokuchi-kōen
Ryokuchi-kōen (緑地公園駅?, Ryokuchi-kōen-eki) è una stazione della Ferrovia Kita-Ōsaka Kyūkō che serve la zona nord di Osaka. Tutti i treni proseguono verso Esaka e quindi verso la linea Midōsuji della metropolitana di Osaka. La stazione è realizzata in trincea e si trova nell'area del comune di Toyonaka.